# Use My Voice
«Use My Voice» es una canción de la banda estadounidense Evanescence. Se lanzó el 14 de agosto de 2020 por BMG como el tercer sencillo del quinto álbum de estudio de la banda, The Bitter Truth. La canción fue escrita por la banda bajo la producción de Nick Raskulinecz.

## Antecedentes
La canción fue escrita «con el fin de promover un mundo más justo», la nueva canción también cuenta con la colaboración vocal de Sharon den Adel de Within Temptation, la violinista Lindsey Stirling, y varios amigos y miembros de la familia de Amy Lee. En un comunicado de prensa, Lee dijo: «Esta es una era de despertar y está llena de una belleza poderosa. Espero inspirar a otros a buscar la verdad, encontrar sus propias voces y usarlas mientras yo paso a usar la mía. No dejes alguien hable por ti. Solo tú puedes hacer eso».

## Posicionamiento en listas
| Listas (2020)                                  | Mejor posición |
| ---------------------------------------------- | -------------- |
| Escocia (Official Charts Company)              | 50             |
| Reino Unido Download (Official Charts Company) | 39             |

## Historial de lanzamiento
| País           | Fecha                | Formato          | Discográfica | Ref   |
| -------------- | -------------------- | ---------------- | ------------ | ----- |
| Estados Unidos | 14 de agosto de 2020 | Descarga digital | BMG          | [ 9 ] |